# Дом Дьяконова (Саратов)
Дом Дьяконова — здание, считающееся старейшим сохранившимся жилым домом в Саратове. Объект культурного наследия федерального значения под названием «Дом жилой, 1-я половина XVIII в.». До сих пор (2020 г.) является жилым домом.

## Описание
Дом расположен на склоне, отчего по юго-юго-восточному фасаду имеет два этажа, по задней стороне — один этаж. Слева деревянная пристройка с двумя смежными дверьми, одна ведёт на первый этаж, другая — на второй, лестница в пристройке.
Основное здание кирпичное, оштукатуренное и побеленное, по состоянию на 2020 год штукатурка местами облезла, побелка утратила чистый цвет. Фасад увенчан карнизом мелкого профиля и обрамлен пилястрами. Перекрытия первого этажа сводчатые.
По фасаду в обоих этажах по 4 окна, по правой строне в первом этаже 2 окна, во втором — три, по задней стороне два окна только во втором этаже. Часть окон сохранила оригинальную форму с лучковым завершением в корытообразных впадинах, часть была растёсана по размерам впадин до прямоугольной формы. Задние окна и два правых сохранили ставни из кубового железа. На фасадах видны металлические затяжки, скрепляющие стены.
Архитектор Андрей Мушта отмечает, что под облезшей штукатуркой над двумя правыми окнами видны сдвоенные арочки, а над простенком одинарная, то есть над окнами второго этажа шёл аркатурный пояс, впоследствии стёсанный.
Крыша вальмовая, по деревянным стропилам покрыта волнистым шифером, слуховое окно на задней стороне.
В доме имеется водопровод и газопечное отопление.
Ранее во втором этаже дома была изразцовая печь с лежанкой; изразцы с синим орнаментом по белому полю, в центре изображения, различные в каждом изразце. Печь разобрана, а изразцы сохраняются в Саратовском областном музее краеведения.

## Дискуссии о датировке
Официально считается, что дом Дьяконова датируется первой половиной XVIII века. При этом дом расположен в заовражной части Саратова, в слободе, которая в XVII—XVIII вв. находилась вне городских стен.
Саратовский архитектор Андрей Мушта отмечает, что с точки зрения архитектуры этот дом всегда представлял для него загадку, потому что стиль его допетровский, но в XVII веке строительство каменного дома вне стен полностью деревянной саратовской крепости трудно себе представить. Дома такой архитектуры могли быть построены в провинции и во времена Петра I, но в провинции действовал запрет на каменное строительство (ресурсы перераспределялись в пользу Петербурга). Послепетровский стиль же совершенно иной.
Также саратовский краевед Г. С. Саблуков в 1845 году и издатель его записок Ф. Духовников писали, что в 60-х годах XVIII столетия каменными в городе, кроме храмов, были только некоторые общественные здания: воеводская канцелярия и низовая соляная контора. Заовражная слобода была соляной пристанью, где соль переправляли с левого берега Волги на правый, но эльтонский соляной промысел возник в 1741 году, а контора переведена в Саратов в 1749 г. Таким образом, если этот дом был построен Соляной конторой, он не мог возникнуть ранее 1750 года.
Протоиерей Михаил Беликов, краевед и исследователь истории Троицкого собора в частности и Саратова XVII—XVIII веков вообще, отмечает, что на плане Саратова 1774 года, на котором обозначены каменные здания, дом Дьяконова не фигурирует, а появляется только на плане 1798 года.